# Confine tra Mozambico e Zimbabwe
Il confine tra il Mozambico e lo Zimbabwe ha una lunghezza di 1402 km e va dal triplice confine con lo Zambia a nord, fino al triplice confine con il Sudafrica a sud. 

## Descrizione
Il confine è generalmente delimitato da fiumi e da segmenti rettilinei. Inizia al triplice confine lo Zambia alla confluenza tra lo Zambesi il Luangwa e si estende in via generale in direzione nord-sud seguendo vari fiumi tra i quali il Mucumbura, il Mazoe, il Gairezi e il Pungwe. Nella parte centrale il confine attraversa un'area di numerose scarpate e vette tra i monti Nyanga e i monti Chimanimani. La parte finale del tracciato è delimitato da una linea quasi retta che raggiunge la confluenza dei fiumi Luvuvhu e Limpopo e il triplice confine con il Sudafrica.
Il confine separa da nord a sud le province mozambicane di Tete, Sofala, Manica e Gaza dalle province zimbabwesi Mashonaland centrale, Mashonaland orientale, Manicaland e Masvingo.

## Storia

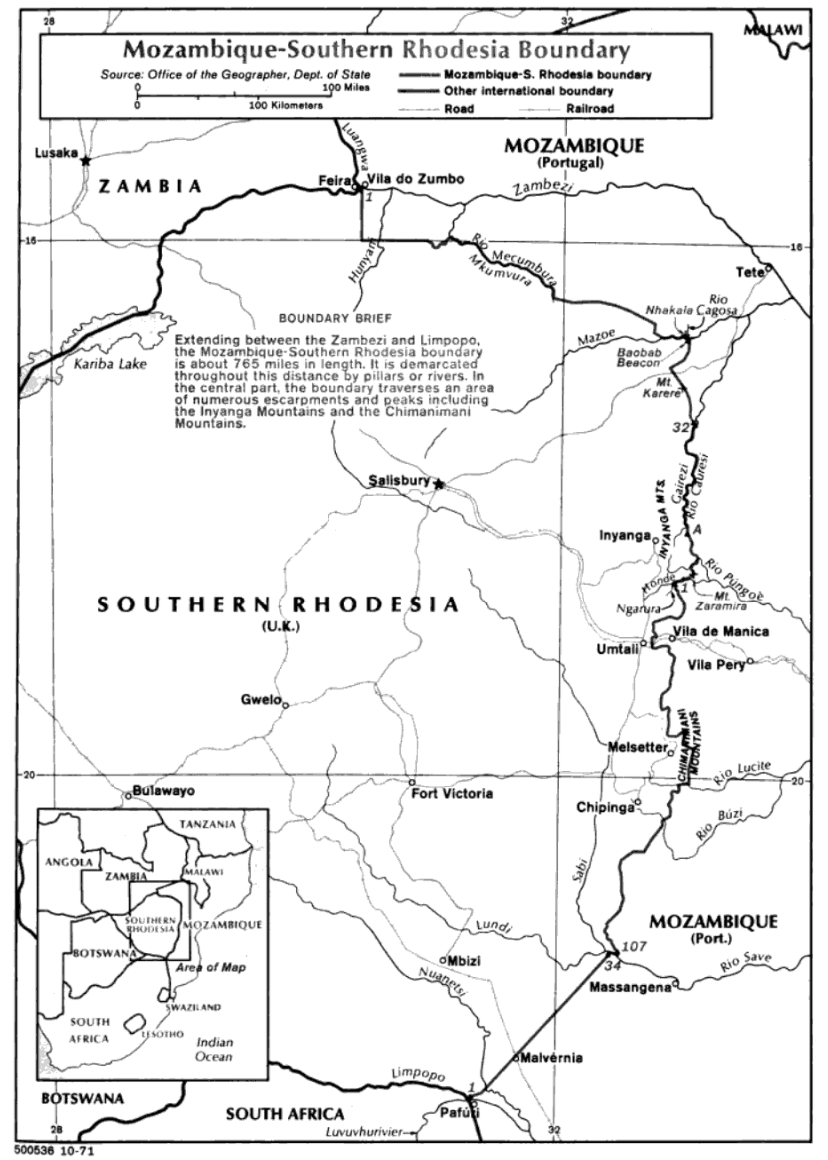
Mappa del confine tra Mozambico e Zambia

I portoghesi giunsero sulle coste del Mozambico alla fine del XV secolo e stabilirono numerosi insediamenti commerciali per la rotta delle Indie orientali. Durante la metà del XVI secolo cominciarono a esplorare l'entroterra lungo lo Zambesi e dopo il 1752 il territorio fu posto sotto l'amministrazione di un governatore generale. Fatta eccezione per pochi esploratori portoghesi, l'occupazione europea del territorio della Rhodesia meridionale, corrispondente all'odierno Zimbabwe, avvenne dopo la metà del XIX secolo.
Nel 1888 il magnate britannico Cecil Rhodes ottenne una concessione mineraria da un capo locale dell'area e nello stesso anno, l'intero tratto che sarebbe poi divenuto Rhodesia meridionale e Rhodesia settentrionale entrò sotto la sfera d'influenza britannica. L'anno successivo Rhodes ricevette con un decreto reale (royal charter) per la British South Africa Company il permesso di operare in un'area vagamente definita a sud dello Zambesi. 
Il confine tra il Mozambico (conosciuto anche come Africa orientale portoghese) e Rhodesia meridionale fu inizialmente delimitato tramite un trattato anglo-portoghese dell'11 giugno 1891.
Nel 1895 Portogallo e il Regno Unito rianimarono una disputa territoriale nel settore del confine nell'altopiano della Manica e ricorsero all'arbitrato del giurista Paolo Onorato Vigliani, assistente del re d'Italia. L'arbitrato stabilì un accordo di delimitazione del confine tra Rhodesia meridionale e Mozambico che venne sottoscritto a Firenze il 30 gennaio 1897.
Un ulteriore accordo in merito alla demarcazione del confine venne stabilito nel 1911. L'accordo del 1940 mirò a risolvere alcune discrepanze lungo l'estremità meridionale del confine.
Dopo la cessazione della British South Africa Company, la Rhodesia meridionale fu annessa ufficialmente al Regno Unito e divenne una colonia autonoma. L'amministrazione della Rhodesia settentrionale fu trasferita all'Ufficio coloniale britannico come protettorato nel 1924. Tra il 1º agosto 1953 e il 31 dicembre 1963, la Rhodesia meridionale, insieme alla Rhodesia settentrionale e al Nyasaland, fu membro della Federazione della Rhodesia e del Nyasaland. L'11 novembre 1965, la Rhodesia meridionale dichiarò unilateralmente l'indipendenza dal Regno Unito. Nel 1980 la Rhodesia assunse il nome odierno di Zimbabwe e la sua indipendenza fu riconosciuta a livello internazionale. Il Mozambico ottenne l'indipendenza nel 1975.

## Attraversamenti al confine

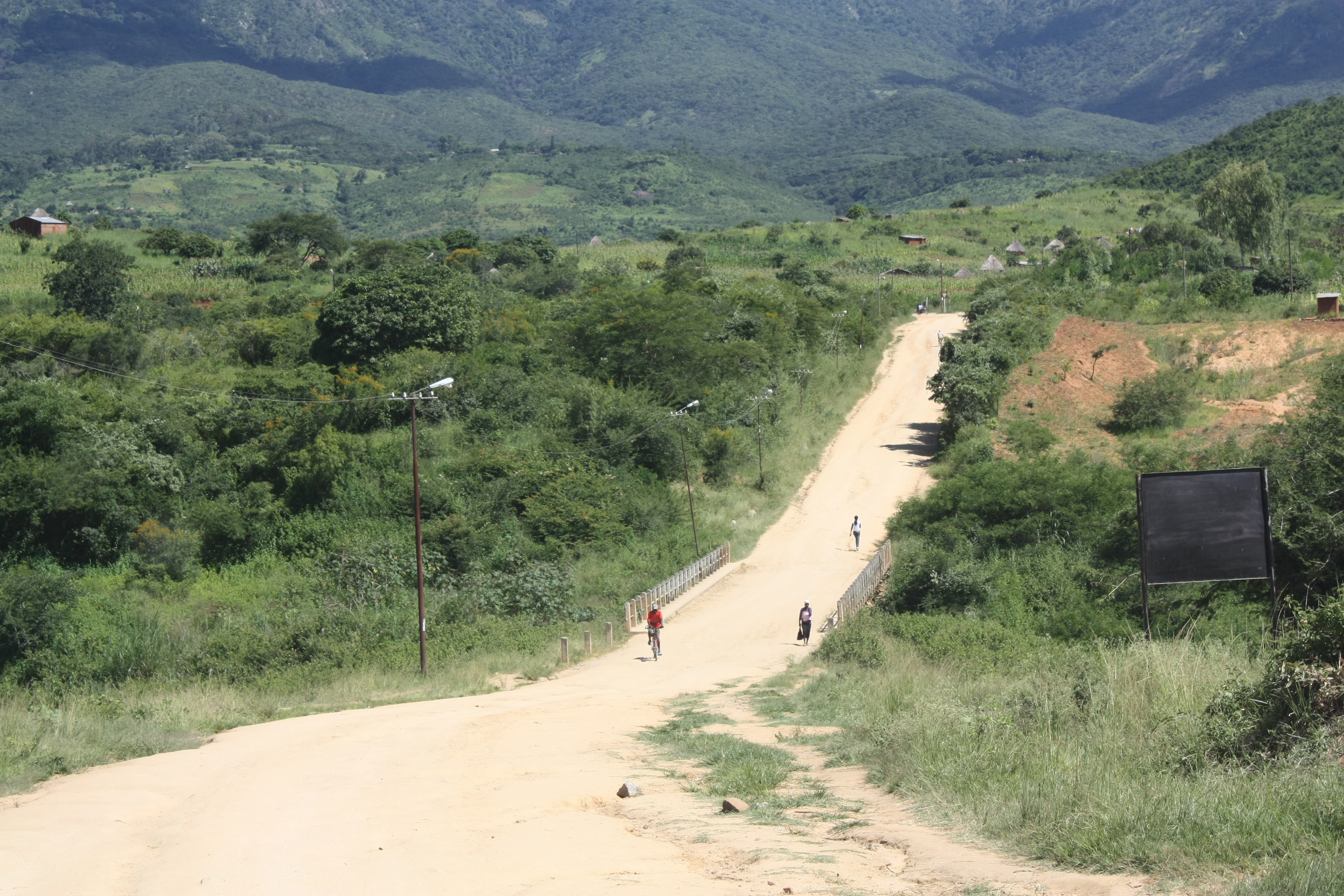
Zona di confine nei pressi di Machipanda

I principali luoghi di attraversamento del confine sono i seguenti:
- Da Mutare (ZWE) a Machipanda (MOZ)[5], che rappresenta la principale arteria di collegamento tra i due paesi
- Da Sango (ZWE) a Chicualacuala (MOZ)
- Da Nyamapanda (ZWE) - che collega la città di Tete (MOZ) e il Malawi
- Kanyemba (ZWE) - Zumbo (MOZ), al triplice confine con lo Zambia tramite l'uso di imbarcazioni
- Mukumbura (ZWE) - Mucumbura (MOZ)

## Ecosistemi
Il parco transfrontaliero del Grande Limpopo collega il parco nazionale di Gonarezhou (Zimbabwe), il parco nazionale Kruger (Sudafrica) e il parco nazionale del Limpopo (Mozambico).